# Jedovaté pokojové rostliny

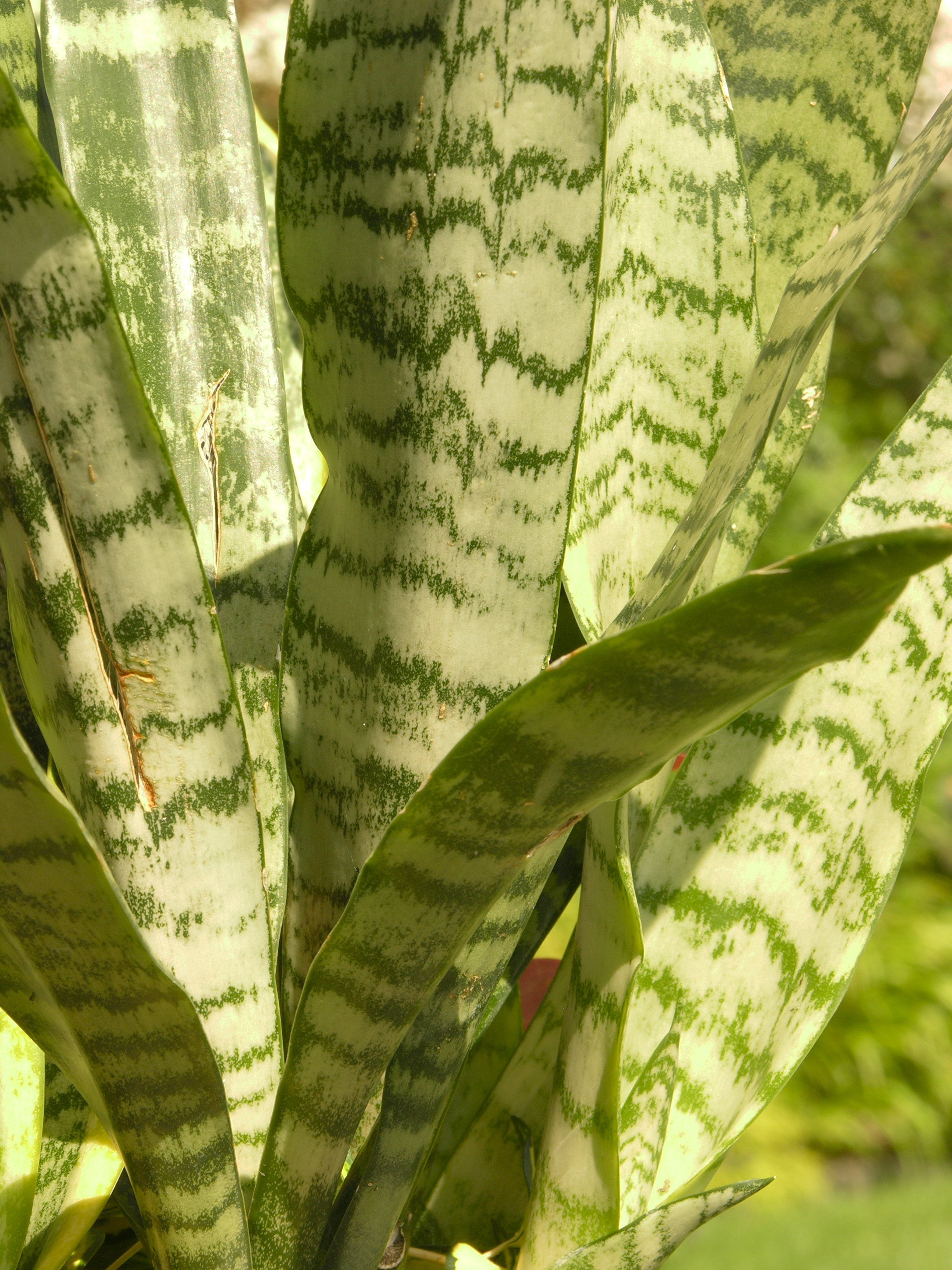
Tchynin jazyk

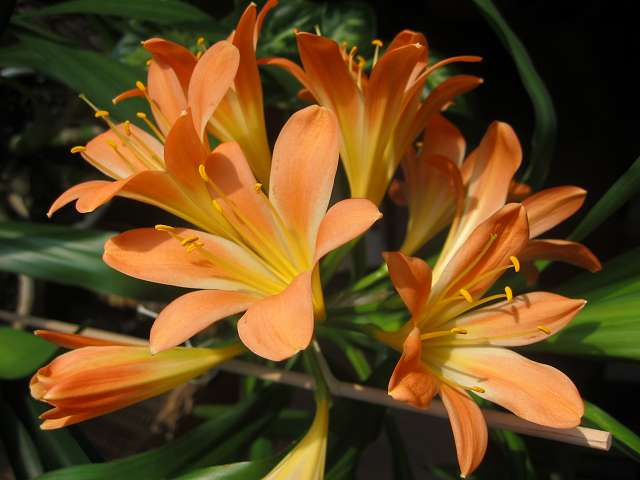
Klívie

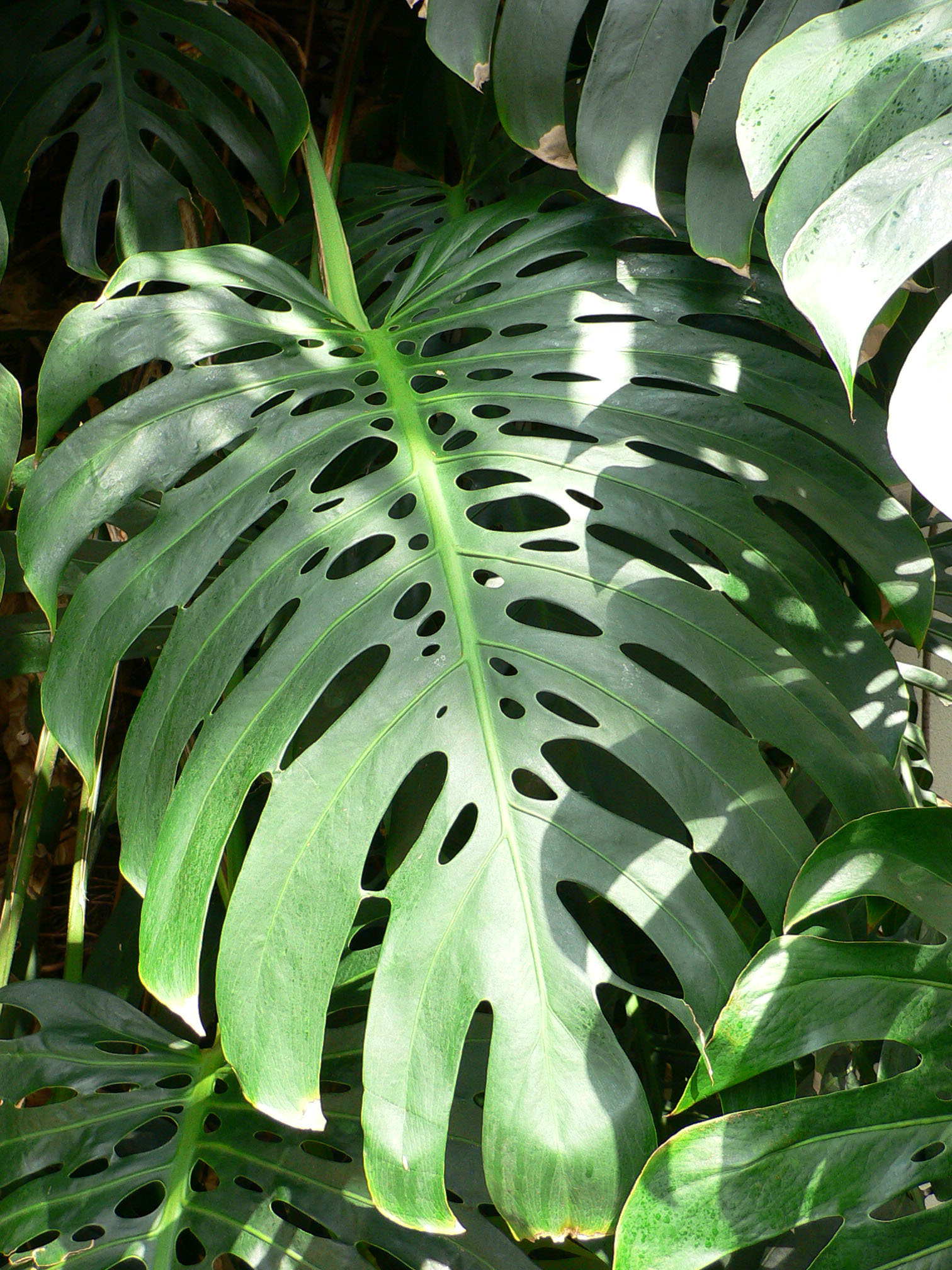
Monstera

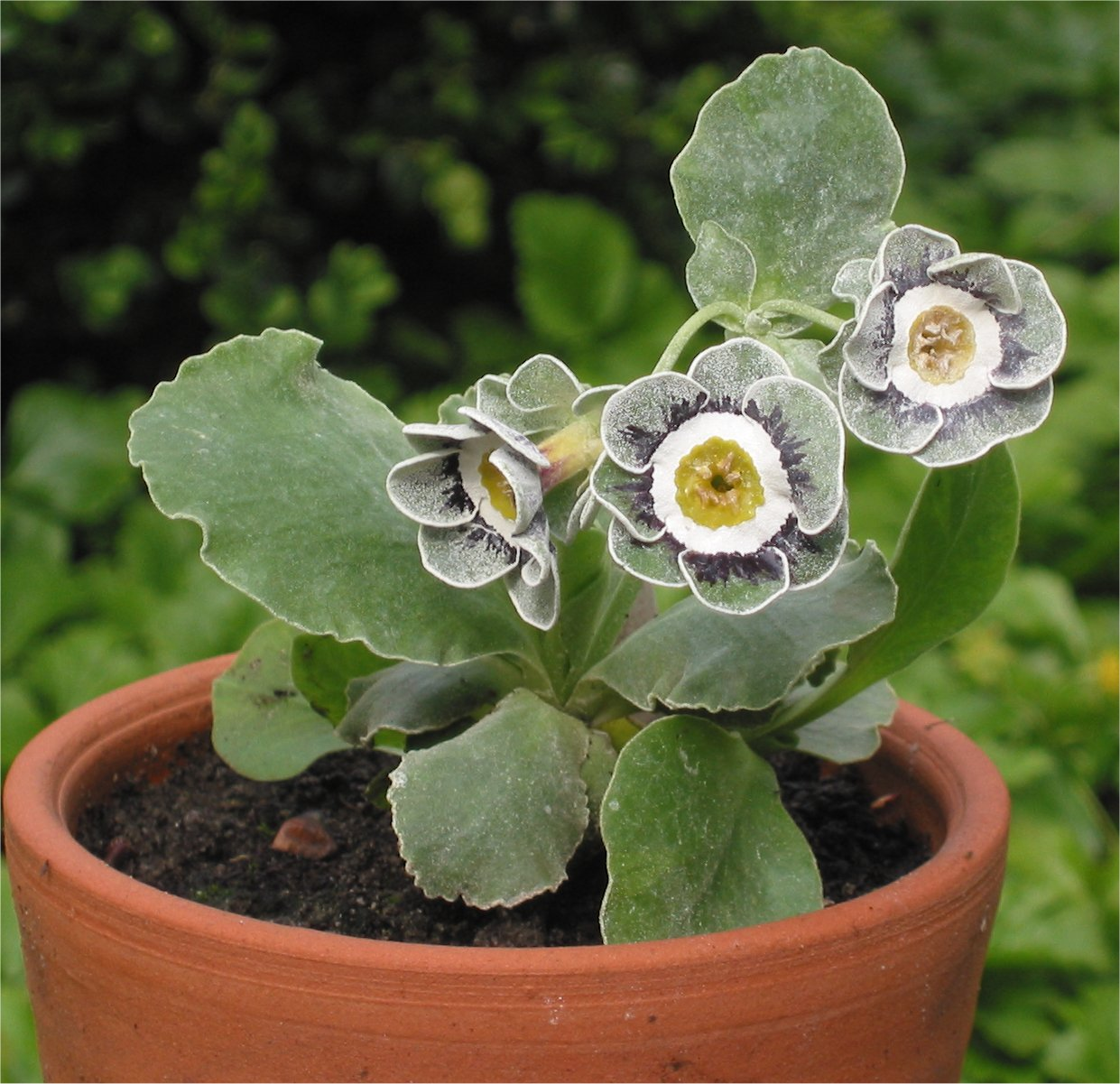
Prvosenka

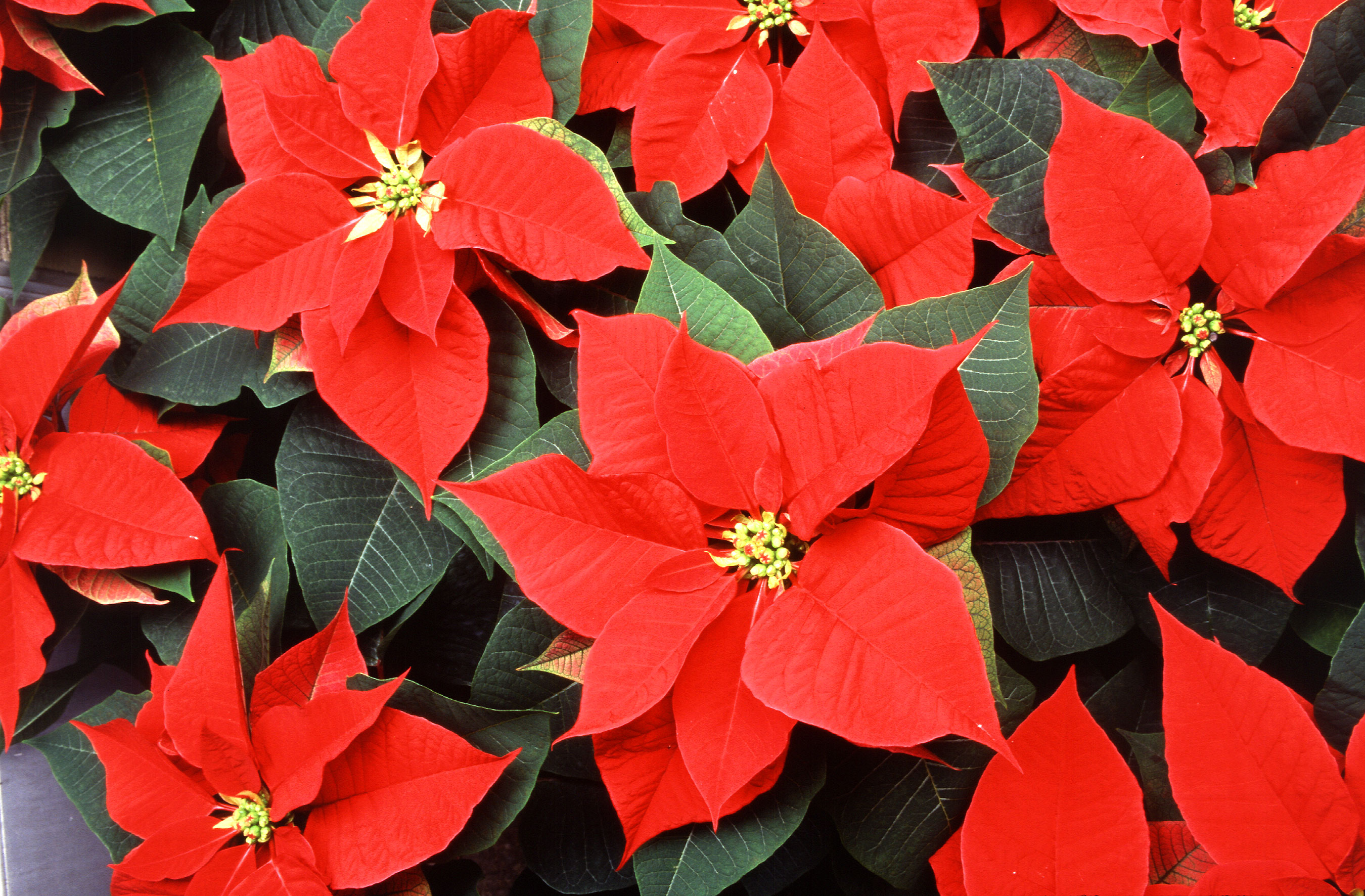
Vánoční hvězda, Pryšec

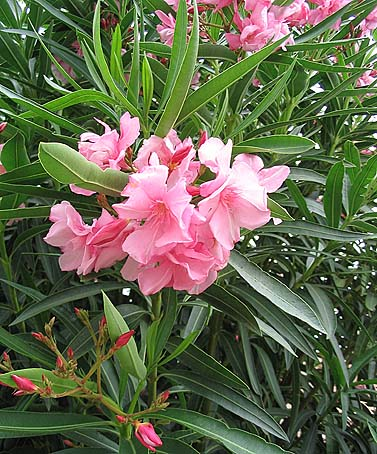
Oleandr

Jedovaté pokojové rostliny jsou takové rostliny, které ve svých tělech obsahují látky, které jsou schopné způsobit otravu, a zároveň se pěstují v domácnostech. To zcela jasně zvyšuje pravděpodobnost styku těchto rostlin s malými dětmi nebo domácími zvířaty a tak zvyšuje riziko otrav. Některé rostliny jsou sice jedovaté jen lehce a způsobují ekzémy, záněty, vyrážku nebo otok, u jiných hrozí zvracení, průjem a křeče, které mohou při pozření většího množství rostliny vést k postižení celého organismu a následné smrti.
Jedovaté pokojové rostliny v domácnostech s dětmi a zvířaty by měly být umístěné na těžce dostupných místech – vysoko na skříni, polici nebo v závěsném květináči, kam dítě ani pes nedosáhne. Kočky, které rády okusují listy pokojových rostlin, ocení šáchor nebo kočičí trávu, jejíž semena se dají koupit v obchodech se zvířaty.
V případě podezření na otravu rychle vyhledejte lékařskou pomoc a lékaři sdělte druh rostliny, který dítě nebo domácí mazlíček pozřel, nebo přineste část rostliny s sebou. Včasná diagnóza může při otravě prudce jedovatými rostlinami zachránit život. Pokud nevyrazíte hned k lékaři, je vhodné podávat hodně tekutin, nejlépe vodu nebo čaj v malých doušcích. Nevhodné je mléko, protože naopak způsobuje ve střevě lepší vstřebatelnost jedu. Nevyvolávejte zvracení.

## Jedovaté rostliny podle čeledí

### Agávovité
Některé rostliny z čeledi agávovitých obsahují alkaloidy a saponiny, které po požití způsobují podráždění trávicího traktu.
Jedovaté pokojové rostliny z této čeledi:
- dračinec (Dracaena spp.)
- tchýnin jazyk (Sansevieria spp.)

### Amarylkovité
Nejjedovatější část rostlin z čeledi amarylkovité jsou jejich cibule, jedovatá je ale celá rostlina. Obsahuje alkaloidy, například galanthamin, který je inhibitorem acetylcholinesterázy, tudíž nervovým jedem, lycorin nebo narcissin, narcipoetin a další, i v závislosti na konkrétním druhu. Některé druhy (narcis) obsahují i krystaly šťavelanu vápenatého, tzv. rafidy.
Pokojové rostliny z této čeledi:
- amarylis (Amaryllis spp.)
- hemantus, krvokvět, sloní ucho (Haemanthus spp.)
- hvězdník (Hippeastrum spp.)
- klívie (Clivia spp.)
- křín (Crinum spp.)

### Árónovité
Některé druhy čeledi áronovité (Araceae) obsahují ve svých pletivech nerozpustné krystaly šťavelanu vápenatého ve tvaru jehliček, rafid, které při pozření mechanicky dráždí sliznice dutiny ústní a trávicího traktu. Výsledkem je svědění, zánět, otok rtů, jazyka, patra i hltanu, což vede ke ztíženému polykání a potížemi při dýchání až dušení. Může se objevit také dávení, zvracení, průjem a hemoragická gastroenteritida, tedy zánět žaludku a střev. Některé druhy navíc obsahují i proteolytické enzymy, které zhoršují účinek oxalátových krystalů, a rozpustné šťavelany a kyselinu šťavelovou, které způsobují tetanii a mohou být příčinou selhání ledvin.
Pokojové rostliny z této čeledi:
- aglaonema (Aglaonema spp.)
- alokázie (Alocasia spp.)
- anturium (Anthurium spp.)
- difenbachie (Dieffenbachia spp.)
- filodendron (Philodendron spp.)
- lopatkovec (Spathiphyllum spp.)
- kala (Zantedeschia spp.)
- monstera (Monstera spp.)
- potos (Scindapsus spp.)
- užovník (Caladium spp.)
- zamioculcas (Zamifolia spp.)

### Lilkovité
Všechny rostliny z čeledi lilkovité jsou jedovaté, obsahují především tropanové (např. atropin, hyoscyamin, scopolamin), steroidní (např. solanin) nebo pyridinové alkaloidy (např. nikotin, nikotein), dále pak saponiny, kumariny a další látky, samozřejmě závisí na daném druhu. Všechny tyto alkaloidy jsou nervové jedy, i když mechanismus účinku je u různých skupin alkaloidů odlišný. Solanin ještě navíc narušuje buněčné membrány.
Pokojové rostliny z této čeledi:
- broválie (Browalia spp.)
- brunfelsie (Brunfelsia spp.)
- lilek (Solanum spp.)
- paprika (Capsicum spp.)
- petúnie (Petunia spp.)

### Prvosenkovité
Z čeledi prvosenkovité se jako pokojová rostlina pěstuje oblíbený, nenáročný brambořík, ovšem zvláště jeho hlízy obsahují saponin cyclamin, který způsobuje rozpad červených krvinek. Stejně tak i prvosenky obsahují jedovaté saponiny (kyselina primulová) a glykosidy primverosid a primulaverosid.
Pokojové rostliny z této čeledi:
- brambořík (Cyclamen spp.)
- prvosenka (Primula spp.)

### Pryšcovité
Rostliny z čeledi pryšcovité obsahují latex, jehož složky, estery diterpenů a kyselina euforbiová, mají dráždivé účinky na kůži a sliznici trávicího traktu. Po potřísnění kůže se objevuje zčervenání až tvorba puchýřů, při styku se spojivkami konjunktivitida, po požití dochází ke kolice, průjmům, zánětu žaludku a střev.
Pokojové rostliny z této čeledi:
- akalyfa, kočičí ocásek (Acalypha spp.)
- jatrofa (Atropha podagrica)
- kroton (Codiaeum variegatum)
- pryšec (Euphorbia spp.), například pryšec nádherný (Euphorbia pulcherrima) známý jako vánoční hvězda, nebo pryšec zářivý (Euphorbia milii), neboli Kristova koruna.

### Toješťovité
Rostliny z čeledi toješťovité obsahují látky vyvolávající kontaktní dermatitidu, některé druhy obsahují také indolové alkaloidy a kardioaktivní glykosidy s účinky podobnými digitoxinu, tj. způsobují fatální poruchy srdečního rytmu. Příkladem je oleandr a dipladénie, smrtelně jedovaté rostliny. Existuje digitalisové antidotum přípravek Digibind (používaný v humánní i veterinární medicíně). Jedná se o FAB fragmenty imunoglobulinů proti digitoxinu a digoxinu, který je účinný i proti výše zmíněným toxickým látkám oleandru.
Pokojové rostliny z této čeledi:
- adenium, pouštní růže (Adenium spp.)
- alamanda, zlatá trumpeta (Allamanda spp.)
- barvínek (Catharanthus spp.)
- dipladénie (Dipladenia spp.)
- oleandr (Nerium oleander)
- pachypodium, madagaskarská palma (Pachypodium spp.)